# Manuel Ramos Martínez
Manuel Ramos Martínez (* 1947 in Antofagasta, Chile) ist ein chilenischer Schriftsteller, Dichter, Maler und Ehrenmitglied des Chilenischen Schriftstellerverbandes. Er fungiert außerdem als Präsident des Verbandes Lateinamerikanischer Autor/inn/en in Österreich, ALA.

## Werke (Auswahl)
- Am Ufer der Donau / A Orillas del Danubio (zweisprachige Ausgabe, 2000)
- Poesía entre dos Mundos / Lyrik zwischen zwei Welten (Anthologie, 2004)

## Auszeichnungen
- Preis für Poesie der Integration (Paris, 2012)